# Georg Alfred Wittner
Georg Alfred Wittner, auch G.A.W. genannt (* 1962 in Reutlingen) ist ein deutscher Schauspieler, Musiker und freier Fotograf, der vor allem durch die Fernsehserien T.V. Kaiser und Ritas Welt bundesweit bekannt wurde.

## Leben
G.A.W. spielte in vielen Episoden der Comedy-Serie T.V. Kaiser verschiedene Rollen, meistens den einsamen, schüchternen Mann auf der Suche nach der Partnerin des Lebens. Auch seine nächste Paraderolle, der Metzger Bernie Stemmer in Ritas Welt, entspricht diesem Stereotyp, dem zurückhaltenden, schüchternen, leicht tollpatschigen und immer etwas unsicheren Mann. Als Mitglied des Teams „Ritas Welt“ wurde ihm 2001 der deutsche Comedypreis für die beste Serie verliehen.
Weitere Filme folgten, unter anderem auch ein Gastauftritt in dem 1994er Video „Quark“ der Punkband Die Ärzte. G.A.W. selbst ist Sänger der Bands The Sexangels und Heute und spielt als Instrument sowohl Gitarre als auch Bass, Klavier, Trompete, Orgel und Schlagzeug. Er ist auch als Fotograf tätig. G.A.W. lebt in Stuttgart.

## Filmografie

### Serien
| Jahr      | Titel       | Rolle            |
| --------- | ----------- | ---------------- |
| 1996–1997 | T.V. Kaiser | div. Hauptrollen |
| 1999–2003 | Ritas Welt  | Bernie Stemmer   |

### Filme
| Jahr | Titel                                         | Rolle                                   | Filmart                    |
| ---- | --------------------------------------------- | --------------------------------------- | -------------------------- |
| 1984 | Ténéré                                        | Heinz                                   | Kurzfilm                   |
| 1988 | Der letzte Sommer                             | Georg                                   | Kurzfilm                   |
| 1993 | Angelus Novus                                 | Hauptrolle                              | Filmakademie BW            |
| 1997 | Hilda Humphrey                                | Sex Ed Teacher                          | Filmakademie BW            |
| 2000 | Görli                                         | Gonzo                                   | Pilotfilm Media Mutant     |
| 2000 | Der Fahnder                                   | Boris                                   | ARD-Serie                  |
| 2001 | Fahrschule                                    | Fahrlehrer                              | Filmakademie BW            |
| 2003 | Mein erster Freund, Mutter und ich            | treuloser Ehemann                       | ProSieben                  |
| 2004 | LiebesLeben                                   | Taxifahrer Kurt                         | Sat.1-Serie                |
| 2004 | Das Leben der Philosophen                     | Professor, Matz Gelbfüssler, Ratssprech | SWR/Arte                   |
| 2004 | Das Mass der Dinge                            | Koch                                    | Filmakademie BW            |
| 2004 | Ohne Worte                                    | Tankwart                                | RTL-Serie                  |
| 2004 | Check it Out                                  | Klunkermann                             | -                          |
| 2004 | Astra                                         | Fußballmanager                          | Filmakademie BW            |
| 2005 | Somme – from defeat to victory                | Hauptmann E. Fischer                    | BBC-Document-Drama         |
| 2005 | Ein Fall für B.A.R.Z.                         | Hotelgast                               | ARD-Kinderserie            |
| 2006 | Unbequem                                      | Verkäufer                               | Filmakademie BW            |
| 2006 | Gehirnspreisel                                | Mann von der GEZ                        | Filmakademie BW            |
| 2006 | Spy vs. Spy                                   | Agent Möllendorf                        | Filmakademie BW            |
| 2006 | Der Rausch der Wellen                         | Herbert                                 | Filmakademie BW            |
| 2007 | Weltreligionen                                | Bibliothekar                            | WDR-Schulfernsehen         |
| 2009 | Mord ist mein Geschäft, Liebling              | Zahnarzt                                |                            |
| 2015 | Schmidts Katze                                | Polizist Gerber                         | Kino / SWR                 |
| 2015 | Pampa Blues                                   |                                         |                            |
| 2019 | Big Manni                                     | Alfred Hoppe                            | TV-Komödie / SWR Fernsehen |
| 2019 | Die Bestatterin – Der Tod zahlt alle Schulden |                                         |                            |